# Ziemia wiecznych prawd
Ziemia wiecznych prawd - wspólny album studyjny wokalisty Adama Bartnikiewicza z zespołu Konkwista 88 i gitarzysty Olafa Jasińskiego z zespołu Honor. Materiał ukazał się w 1997 roku nakładem wytwórni muzycznej Hard Records.

## Lista utworów
1. Ojczyzna orlich gniazd
2. Czas konającej krwi
3. Burza obcych wpływów
4. Biały kraj
5. Wierność ziemi jest nadzieją
6. Ziemia wiecznych prawd
7. Ogień ostatniej bitwy
8. Wiatr Nadziei (bonus)
9. Honor i Wierność (bonus)
10. Bastion narzuconej wiary